# Vịt biển Steller
Vịt biển Steller, tên khoa học Polysticta stelleri, là một loài chim trong họ Vịt.
Vịt biển Steller sinh sống và sinh sản dọc theo bờ biển Bắc Cực của miền đông Siberia và Alaska. Loài này là loài vịt biển nhỏ nhất dài 45 cm. Chúng trú đông ở hơi xa hơn về phía nam trong Biển Bering, bắc Scandinavia và Biển Baltic. Chúng có thể tạo thành đàn lớn lên tới 200.000 con trên vùng nước ven biển thích hợp. Loài này là khan hiếm phía nam của phạm vi trú đông của chúng.
Loài này lặn bắt động vật giáp xác và động vật thân mềm, với trai là một loại thực phẩm được ưa chuộng.
Tên chi có nguồn gốc từ polustiktos của tiếng Hy Lạp cổ đại, "nhiều đốm", từ polus "nhiều" và stigme "spot". Tên loài dành cho nhà tự nhiên học và nhà thám hiểm người Đức Georg Wilhelm Steller.